# Гунтруда
Гунтруда (нем. Guntrud; VIII век) — королева лангобардов (712—?) по браку с Лиутпрандом; по одним данным — дочь герцога Баварии Теодона II, по другим — его сына Теудеберта.

## Биография
Гунтруда была дочерью одного из правителей Баварии из рода Агилольфингов. В «Истории лангобардов» Павла Диакона сообщается, что её отцом был герцог Баварии Теудеберт, однако в источниках баварского происхождения Гунтруда названа дочерью герцога Теодона II. Среди же современных историков есть сторонники обеих этих версий происхождения Гунтруды.
Вскоре после получения в 712 году Лиутпрандом престола Лангобардского королевства он женился на Гунтруде. Вероятно, их знакомство состоялось ещё в 702 году, когда Лиутпранд и его отец Анспранд, изгнанные своими врагами из Италии, нашли убежище при дворе баварского герцога Теодона II. В резиденции баварских правителей в Регенсбурге изгнанники жили девять лет. По поручению герцога Теодона II его сын Теудеберт вместе с Анспрандом совершил поход в Италию. В результате этой войны Анспранд в мае 712 года овладел королевским престолом. Однако он умер в июне того же года и власть над Лангобардским королевством унаследовал Лиутпранд. Вероятно, брак Гунтруды и Лиутпранда должен был ещё больше скрепить баваро-лангобардский союз. Как одно из проявлений этого союза историки рассматривают вмешательство Лиутпранда в баварские междоусобия, начавшиеся после смерти Теодона II. Предполагается, что в этом конфликте правитель лангобардов мог поддерживать Теудеберта.
По свидетельству Павла Диакона, в браке Лиутпранда и Гунтруды родилась дочь, имени которой историк не сообщил. Однако до наших дней не сохранилось ни одного лангобардского юридического документа, в котором бы упоминались Гунтруда и её совместный с Лиутпрандом ребёнок. Возможно, это связано с ранней смертью матери и дочери.
Предполагается, что скончавшийся в 744 году Лиутпранд так больше и не женился. Об этом свидетельствует полное отсутствие в средневековых исторических источниках упоминаний о его жёнах, кроме Гунтруды. Однако существует мнение, что после смерти Гунтруды король мог вступить в брак с женщиной по имени Рагинтруда. О ней известно из единственного источника — эпитафии в церкви Девы Марии в Павии. В свою очередь часть медиевистов считает, что Рагинтруда была супругой не Лиутпранда, а его преемника на престоле Лангобардского королевства Гильдепранда.